# Эрнст Генри
Э́рнст Ге́нри (нем. Ernst Henri, Семён Николаевич Ростовский, первоначально Леонид (Лейб) Аркадьевич (Абрамович) Хе́нтов; 16 февраля 1904, Витебск, Российская империя — 4 апреля 1990, Москва, СССР) — советский разведчик, писатель, журналист, историк-публицист, активист Коминтерна и Коммунистической партии Германии.

## Биография
Согласно большинству источников, родился 16 февраля 1904 года в Витебске, единственным сыном из десятерых детей в семье торговца льном и спичечного фабриканта Абрама (Аркадия) Моисеевича Хентова.
В 1911 году, будучи учеником гимназии, начал читать газеты, увлёкся политикой, а «перо само просилось в руки».
В 1917 году со старшими сёстрами Минной и Полиной прибыл на жительство в Москву. Жадно читал «Правду» и «Социал-демократ».
В Москве учился в гимназии в Хлебном переулке.
В поисках пропитания в 1918 году прибыл с сёстрами в Киев и попал под немецкую оккупацию. Связался с освободившимся в Германии отцом.
В 1919 году в Киеве получил советский паспорт и отбыл к отцу в Берлин, где его интерес к политике стал ещё сильнее и конкретнее.
В Берлине установил контакт с местными комсомольцами и группой Junge Garde (Молодая гвардия).
Весной 1920 года побывал в Слуцке, Бобруйске. Был арестован и почти месяц просидел в польских тюрьмах.
Лето провёл в Москве в качестве курьера Вилли Мюнценберга и Альфреда Куреллы (Коммунистический интернационал молодёжи — КИМ). По заданию Лазаря Шацкина отправился в Берлин сообщить, что руководство КИМа должно располагаться в Москве. Находился в Берлине во время Капповского путча, вступил в германскую коммунистическую партию (подпольная кличка — Леонид).
В 1922 году работал в Москве — в отделе международных связей Коминтерна. Затем работал в советском постпредстве в Берлине. (Получил паспорт на имя Семёна Николаевича Ростовского, родившегося в Тамбове в 1900 году.)
В 1933 году переехал в Англию. Стал офицером НКВД по связям с нелегальными агентами («Кембриджская пятёрка»). По некоторым сведениям, именно Генри помог завербовать Бёрджесса в 1933 году, поддерживал контакт с Доббом.
Во время Великой Отечественной войны являлся редактором двух лондонских изданий — газеты «Soviet War News» и еженедельника «Soviet War News Weekly», где публиковались материалы, присланные из Москвы.
В январе 1942 года Генри при содействии Бёрджесса, работавшего тогда в «Би-би-си», выступил с радиообращением о Восточном фронте. Генри рассказал своим слушателям, что Красная Армия победит, потому что «борется за народ, за Родину и за власть народа», и призывал скорее открыть «Второй фронт».
Согласно представленному на Нюрнбергском процессе трофейному документу, Ростовский занимал третье место — после премьер-министра Уинстона Черчилля и архиепископа Кентерберийского Космо Гордона Лэнга — в гестаповском чёрном списке лиц, которых следовало арестовать во время проведения высадки вермахта в Англии (операция «Морской лев»). Хотя в списке было сделано примечание, что местонахождение Ростовского неизвестно.
В 1946 году (либо в 1951 году вместе с Д. Маклейном) вернулся в СССР. 28 февраля 1947 года в журнале «Новое время» появилась статья Эрнста Генри (под псевдонимом А. Леонидов) «Международная роль англо-американо-немецкого банка Шрёдера», в которой все немецкие противники Гитлера получили политические ярлыки:

Кто была эта «оппозиция»? Реакционные офицеры, представители прусской аристократии и высших германских финансовых кругов. Это были те круги, которые, убедившись, что Гитлер проиграл войну против Советского Союза, делали ставку на дворцовый переворот. Весь план, как известно, заключался в том, чтобы в удобный момент заменить Гитлера, быстро заключить сепаратный мир с западными союзниками и, тем спасти, пока ещё не поздно, германский империализм
Эта статья была приобщена в качестве «документального доказательства» к уголовному делу в отношении участника заговора против Гитлера Йоахима Куна (хотя в статье Кун не упоминался), который был осуждён в СССР 17 октября 1951 года к 25 годам тюремного заключения.
В 1952 году работает старшим редактором английского отдела Совинформбюро и на Радиокомитете. Известен под псевдонимами Лосев и Леонидов.

2 марта 1953 года арестован 2-м главным Управлением МГБ СССР по подозрению в шпионаже («дело Майского»): 
В начале 1953 года носились слухи, что готовится процесс Молотова. Тогда были взяты Майский и три других человека из посольства СССР в Лондоне (в том числе и я), а также ряд видных московских врачей.
На первом допросе 19 февраля 1953 г. Майский отрицал предъявленное ему обвинение во враждебной деятельности против Советского государства, а затем стал давать показания, что является английским шпионом с 1925 года, и оговорил бывших сотрудников посольства Коржа М. В. и Ростовского С. Н., якобы они являются английскими разведчиками.
В тюрьме Генри, будучи лишён возможности писать, сочинял в уме (притом на английском языке) фантастически-приключенческий роман о Тибете, а также философский роман «Прометей».
13 февраля 1954 года освобождён (предположительно по ходатайству Молотова) и позднее реабилитирован. По другим источникам, был освобождён лишь в 1955 г.
После 1956 года устроился в Институт мировой экономики АН СССР («мозговой центр» Международного отдела ЦК КПСС).
В начале 1962 года в журнале «Проблемы мира и социализма» (Международный отдел ЦК КПСС) Эрнст Генри опубликовал статью
«Кто платит антикоммунистам» — первое публичное разоблачение «Конгресса за свободу культуры», финансировавшегося Фондом Форда (а на самом деле ЦРУ, но это стало известно позднее — в 1967 году).
В 1965 году в качестве консультанта активно помогал Михаилу Ромму в создании фильма «Обыкновенный фашизм». Этому опыту Эрнст Генри посвятил статью «История языком кино», где назвал Ромма «выдающимся, первоклассным кинопублицистом», «большим и светлым человеком».
Именно Эрнст Генри помог фильму преодолеть советскую цензуру, как вспоминает Майя Туровская: 
Эрнст Генри был консультантом Ромма по фильму. Мы с ним дела не имели, я его очень не любила. Он был старый разведчик, комминтерновец, для которого мир был весь черно-белый. Но он был очень "провернутый". И он сказал [Ромму], что обычным путем эта картина не пройдет потому, почему и книжка не прошла, надо идти другим путем.
Он ему посоветовал пойти в ЦК. Тогда был новый отдел соцстран, заведовал им Андропов, который ещё не был в КГБ. Он набрал молодых людей, которые отличались от прежних тем, что они были образованные, они знали языки своих стран. Он им велел дружить с интеллигенций. Это были так называемые "андроповские мальчики", их тогда так называли, - Бовин, Овчинников, их там была целая куча. Михаил Ильич пригласил их отдел на просмотр картины, это было на "Мосфильме". Нас он тоже на этот просмотр провел. И мы смотрели картину вместе с ними, они были, может быть, первые посторонние зрители. Они были, естественно, совершенно потрясены картиной.
Там выработали такую стратегию, что картину не показывают начальству, Госкино и так далее, приглашают на Лейпцигский фестиваль [в ноябре 1965]... Вот когда ее посмотрел Ульбрихт, и братская компартия ее разрешила в лице ее первого секретаря ЦК СЕПГ, то она вернулась сюда уже разрешенной.
30 мая 1965 года написал открытое письмо И. Эренбургу по поводу оценки последним роли Сталина в воспоминаниях «Люди, годы, жизнь», которое широко распространялось в самиздате. Письмо было опубликовано в 1967 году в № 63 журнала «Грани» (ФРГ), на родине — в 1997 в сборнике «Самиздат века». Варлам Шаламов так высказался об этом письме Эренбургу: «Эрнст Генри — не из тех людей, которые имели бы право делать Вам замечания, наскоро сколачивая себе „прогрессивный“ капитал».
Инициировал и подписал несколько коллективных писем, протестуя против тенденций возврата к сталинизму в конце 1960-х годов.
По словам Владимира Семичастного, начиная с декабря 1965 года Генри устраивал выступления в защиту Синявского и Даниэля и памяти жертв сталинизма.
В феврале 1966 году инициировал и подписал письмо 25 деятелей культуры и науки генеральному секретарю ЦК КПСС Л. И. Брежневу против реабилитации Сталина. Считается, что именно Э. Генри был его автором. Весной 1966 года Эрнст Генри поручил Марлену Кораллову собирать к этому письму подписи известных деятелей искусства (так были получены подписи Олега Ефремова, Марлена Хуциева, Георгия Товстоногова, Майи Плисецкой, Павла Корина). Подписи известных физиков собирал сам Генри. Как вспоминал Сахаров:

Сейчас я предполагаю, что инициатива нашего письма принадлежала не только Э. Генри, но и его влиятельным друзьям (где — в партийном аппарате, или в КГБ, или ещё где-то — я не знаю). Генри ни в коем случае не был «диссидентом».
— А. Д. Сахаров. Воспоминания

Впрочем, по воспоминаниям Левитина-Краснова, подпись Майи Плисецкой получил лично Генри: 
Эрнст Генри, который хотел во что бы то ни стало достать подпись Майи Плисецкой, никак не мог добиться с ней свидания. Он звонил без конца по телефону — ее не оказывалось дома. Он хотел ее видеть — ему отвечали, что она не принимает. Наконец, он проник к ней за кулисы во время спектакля. Когда он рассказал ей, в чем дело, она сразу засмеялась и прослезилась. "Так вот в чем дело. А я думала, что это очередной поклонник. Если бы вы знали, как они мне надоели. Подпишу! Сейчас же подпишу! Ведь у меня родители погибли в лагерях".
В июле 1966 года Генри инициировал «покаянное» письмо Солженицына Брежневу:

Мне передавали, что там [в ЦК] даже ждут моего письма, конечно искреннего, то есть раскаянного, умоляющего дать мне случай охаять всего себя прежнего и доказать, что я — «вполне советский человек»… Сперва я хотел писать письмо в довольно дерзком тоне: что они сами уже не повторят того, что говорили до XX съезда, устыдятся и отрекутся. Э. Генри убедил меня этого не делать… Я переделал, и упрек отнесся к литераторам, а не к руководителям партии.
— Солженицын А. И. Бодался телёнок с дубом
В 1966 году написал записку Суслову — в 200-страничном машинописном документе разнёс в пух и прах внешнюю политику Сталина после окончания Второй мировой войны. По мнению Генри,
Запретив в 1945 г. Французской компартии брать власть в свои руки и отказавшись от предложенной американцами демилитаризации Германии, после спровоцированного им Берлинского кризиса 1948 г. он добивается разделения Германии на Восточную и Западную, рвет добрососедские отношения с демократическими странами, в пику Англии поддерживает создание Израиля, предает анафеме непокорного коммуниста Тито, наконец, старательно вскармливает Мао, осуществляя не наступательную, а изоляционистскую политику.

Осенью 1966 г. в диссидентском кружке Костерина с Эрнстом Генри познакомился Пётр Григоренко, но не подружился: «Неожиданно меня ожег злобный взгляд. <…> Расстались мы с Э. Генри врагами, хотя и не ссорились.» По воспоминаниям Григоренко, Генри в диссидентских кругах занимался дискредитацией диссидента Александра Гинзбурга (составителя «Белой книги» о процессе Синявского и Даниэля): «И везде он прозрачно намекал, что А. Гинзбургу доверять нельзя, что он может появиться с провокационными целями». В связи с «Делом Гинзбурга» о том же вспоминает А. Д. Сахаров: 
еще в середине 1966 года ко мне пришел Генри с номером “Вечерней Москвы”, в котором была заметка о “покаяниях” Гинзбурга (или сами покаяния). Генри явно хотел мне внушить, что с таким человеком, как Гинзбург (о котором я до сих пор ничего не слышал), нельзя иметь дело, нельзя за него заступаться. Чья это была инициатива, я не знал.

В 1967 году Генри предложил А. Д. Сахарову написать статью «Мировая наука и мировая политика» о роли и ответственности интеллигенции в современном мире для опубликования в «Литературной газете», корреспондентом которой Генри являлся. Публикации воспротивился главный редактор «Литературной газеты» Александр Чаковский, и обращение Сахарова к Михаилу Суслову не помогло, потому что идеи статьи «могут быть неправильно истолкованы». Тогда по просьбе Генри Сахаров отвёз ему рукопись, и статья была опубликована в самиздатовском «Политическом дневнике». В 1968 г. эта статья легла в основу известной брошюры Сахарова «Размышления о прогрессе, мирном сосуществовании и интеллектуальной свободе», которую передавало в своём эфире даже «Радио Свобода». В то время на страницах самиздата развернулась настоящая дискуссия по основным поднятым Сахаровым проблемам. Эрнст Генри писал 15.06.1968 Сахарову, что нужно «сделать коммунизм демократическим» и, следовательно, «нравственно привлекательным»: 
Я считаю, что споры по всем этим вопросам весьма плодотворны и нужны особенно среди единомышленников. Только так можно выработать если не общую, то все же центральную точку зрения с перспективой на будущее.
По мнению Сергея Григорьянца именно усилиями Эрнста Генри академик Андрей Сахаров выдвигается в качестве общественной фигуры мирового масштаба. Его первые статьи, частью написанные вместе с Эрнстом Генри, тут же приобрели всеобщую известность и посвящены конвергенции, растущему единству социалистического и капиталистического мира.
Осенью 1969 года Генри участвовал в организации протестов против романа Всеволода Кочетова «Чего же ты хочешь?».
В 1964—1970 годах Генри входил в круг самиздатовского журнала «Политический дневник»: Рой Медведев позднее утверждал, что в круг лиц, близких к «Политическому дневнику», входили Г. Арбатов, Г. Батищев, А. Бовин, Ф. Бурлацкий, Э. Генри, Е. Гинзбург, Л. Карпинский, В. Лакшин, О. Лацис, Ю. Любимов, Ю. Черниченко, Г. Шахназаров.
Эрнст Генри был ведущим автором зарубежной рубрики «Литературной газеты», а также часто печатался в «Комсомольской правде», в журналах «Международная жизнь», «Новое время», «Дружба народов», «Наука и жизнь», «Молодой коммунист», «Юность».
По мнению Олега Гордиевского и В. Додина, Э. Генри являлся (после 1967 года) сотрудником Пятого Управления КГБ СССР.

В 1980-е, по свидетельству Якова Этингера, Генри отрицательно оценивал еврейскую эмиграцию из СССР: 
Известный публицист Эрнст Генри неоднократно говорил мне, что Примаков обескровливает Россию, заставляя интеллектуальные кадры покидать страну
Скончался на 87-м году жизни 4 апреля 1990 года в Москве. Похоронен 6 апреля 1990 года на Кунцевском кладбище.

## Литературная деятельность
Среди довоенных книг, написанных Э. Генри, наибольшей известностью пользовались «Гитлер над Европой» (Лондон — 1934, Москва − 1935) и «Гитлер против СССР» (Лондон − 1936, Москва − 1937), публиковавшиеся в Москве как переводы книг прогрессивного английского журналиста. В них с необычайной точностью предсказывались события начала 2 мировой войны. Позднее эти книги попали в спецхран.
По словам Драбкина, псевдоним Эрнст Генри Ростовскому помогла придумать личный секретарь известного писателя-фантаста Герберта Уэллса писательница Амабел Уильямс-Эллис, но она никогда не была секретарём Уэллса.
При подборе псевдонима учитывалось, что он должен скрывать национальность автора. Человек с именем Ernst Неnri мог быть принят за немца (Генрих) или француза (Анри). В дальнейшем псевдоним приобрёл ещё и английскую форму написания — Ernst Henry.
После заключения опубликовал ряд книг и статей, включая ряда публикаций по проблемам экстремизма, преимущественно — терроризма, получившие разные оценки.
В 1964 году был принят в Союз писателей СССР. Лауреат премии Союза писателей СССР, Союза журналистов СССР, АПН и «Литературной газеты».

## Сочинения

### Книги
- Генри Э. Гитлер над Европой / Пер. с англ. Л. Борового. — М.: Соцэкгиз, 1935. — 228 с.
- Генри Э. Гитлер против СССР. / Пер. с англ. Р. Ихок. — М.: Соцэкгиз, 1937.
- Генри Э. Политика военных монополий. — 1961.
- Генри Э. Есть ли будущее у неофашизма?. — М.: Изд-во ИМО, 1962. — 176 с., 25 000 экз.
- Генри Э. Социал-демократы на перепутье. — М.: Международные отношения, 1969. — 80 с., 8 000 экз.
- Генри Э. Заметки по истории современности / АН СССР. Институт мировой экономики и международных отношений; Предисл. А. Милейковского. — М.: Наука, 1970. — 430 с. — 24 500 экз.
- Генри Э. Новые заметки по истории современности / АН СССР, Институт мировой экономики и международных отношений. — М.: Наука, 1976. — 435 с. — 10 000 экз.
- Генри Э. Разоружение: кто против?. — Издательство Агентства печати Новости, 1978. — 112 с. — (Библиотечка АПН).— 80 000 экз.
- Генри Э. Разоружение: кто против?. — 2 изд.. — Издательство Агентства печати Новости, 1979. — 128 с. — (Библиотечка АПН). — 100 000 экз.
- Генри Э. Китай против Азии. — М.: Издательство Агентства печати Новости, 1979. — 96 с. — (Библиотечка АПН). — 200 000 экз.
- Генри Э. Профессиональный антикоммунизм. К истории возникновения. — М.: Политиздат, 1981. — 367 с. — 100 000 экз.
- Генри Э. Против терроризма. — М.: Издательство Агентства печати Новости, 1981. — 157 с. — 75 000 экз.
- Генри Э. За дверьми Белого дома. — М.: Издательство Агентства печати Новости, 1982. — 125 с. — (Библиотечка АПН). — 100 000 экз.
- Генри Э. За сценой в Бонне (По ту сторону) — М.: Советская Россия, 1987
- Генри Э. Заметки публициста. — М.: Издательство Агентства печати Новости, 1988. — 312 с. — 40 000 экз.
- Генри Э. Античеловек. — М.: Издательство Агентства печати Новости, 1989. — 86 с.
- Генри Э. Гитлер над Европой?; Гитлер против СССР : Грядущая схватка между фашистами и социалист. армиями / Пер. с англ.. — М.: Русский раритет. — 487 с. — 1500 экз. — ISBN 5-7034-0139-9.
- Генри Э. К вопросу о внешней политике Сталина (Записка); Прометей / пер. с англ. В. В. Симакова. — М.: Русский раритет, 2007. — 463 с. — 1000 экз. — ISBN 978-5-7034-0200-9.

### Статьи
- Эрнст Генри. Эволюция международного масонства // Новые заметки по истории современности. М.: «Наука», 1976. С. 290—297
- Генри Э. В погоне за люмпен-пролетариатом: За фасадом неофашистских и левацких организаций // Знамя. — 1978. — № 8. — С. 196—210.
- Генри Э. Современный люмпен-пролетариат и экстремизм // Проблемы мира и социализма. — 1979. — № 9.
- Генри Э. Послесловие // Померанцев В. М. Доктор Эшке: Роман. — М.: Молодая гвардия, 1980. — 271 с.
- Генри Э. Анатомия терроризма // Новое время. — 1981. — № 39.
- Эрнст Генри. Масоны: незримая власть. — Журналист, 1981, № 10.
- Генри Э. Послесловие // От Советского Информбюро: Публицистика и очерки воен. лет, 1941-1945 / Сост. С. Красильщик. — М.. — Изд-во агентства печати «Новости», 1982. — Т. 1. 1941-1942. — 320 с.
- Эрнст Генри. Заговор против Европы // Новый мир. — 1983. — № 12. — С. 172—180.

## Семья
- Сестра — Полина Абрамовна (Поля Аркадьевна) Хентова[фр.] (1896, Витебск — 1933, Лондон), художница, жена художника Эдмонда Каппа[англ.][49].
- Сын — Михаил Ростовский, обозреватель газеты «Московский комсомолец»[50].